# Джэксон (округ, Мичиган)
Джэ́ксон (англ. Jackson County) — округ в США, штате Мичиган. По состоянию на 2010 год, численность населения составляла 160 248 человек. Был основан 1 августа 1832 года, получил своё название в честь седьмого президента США Эндрю Джексона.

## География
По данным Бюро переписи США, общая площадь округа равняется 1 875 км², из которых 1 830 км² суша и 44 км² или 2,37 % это водоёмы.

## Демография
По данным переписи населения 2000 года в округе проживает 158 422 жителей в составе 58 168 домашних хозяйств и 40 833 семей. Плотность населения составляет 87 человек на км². На территории округа насчитывается 62 906 жилых домов, при плотности застройки 34 строения на км². Расовый состав населения: белые — 88,54 %, афроамериканцы — 7,92 %, коренные американцы (индейцы) — 0,40 %, азиаты — 0,53 %, гавайцы — 0,04 %, представители других рас — 0,83 %, представители двух или более рас — 1,74 %. Испаноязычные составляли 2,20 % населения независо от расы.
В составе 33,50 % из общего числа домашних хозяйств проживают дети в возрасте до 18 лет, 53,80 % домашних хозяйств представляют собой супружеские пары проживающие вместе, 12,00 % домашних хозяйств представляют собой одиноких женщин без супруга, 29,80 % домашних хозяйств не имеют отношения к 
семьям, 24,60 % домашних хозяйств состоят из одного человека, 9,60 % домашних хозяйств состоят из престарелых (65 лет и старше), проживающих в одиночестве. Средний размер домашнего хозяйства составляет 2,55 человека, и средний размер семьи 3,03 человека.
Возрастной состав округа: 25,60 % моложе 18 лет, 8,10 % от 18 до 24, 30,40 % от 25 до 44, 23,00 % от 45 до 64 и 12,90 % от 65 и старше. Средний возраст жителя округа 37 лет. На каждые 100 женщин приходится 104,20 мужчин. На каждые 100 женщин старше 18 лет приходится 103,70 мужчин.
Средний доход на домохозяйство в округе составлял 43 171 USD, на семью — 50 970 USD. Среднестатистический заработок мужчины был 38 919 USD против 26 448 USD для женщины. Доход на душу населения был 20 171 USD. Около 6,50 % семей и 9,00 % общего населения находились ниже черты бедности, в том числе — 12,40 % молодежи (тех кому ещё не исполнилось 18 лет) и 6,10 % тех кому было уже больше 65 лет.